# Xemeneia de l'Hort de Fadrí
La Xemeneia de l'Hort de Fadrí és un fumeral situat al camí de Paiporta a Santa Anna al municipi de Catarroja construït al segle xx. És Bé de Rellevància Local amb identificador nombre 46.16.094-005.